# Rosanna Arquette
Pour les articles homonymes, voir Arquette.
Rosanna Arquette [ɹoʊˈzænə ɑɹˈkɛt], née le 10 août 1959 à New York, est une actrice, productrice et réalisatrice américaine.

## Biographie
Rosanna Arquette vit dans une communauté hippie jusqu'à ses quinze ans, âge auquel elle acquiert son indépendance en rejoignant seule la Californie. C'est là qu'elle suit ses premiers cours de théâtre.
Sa carrière commence deux ans plus tard par le biais du petit écran, dans divers téléfilms et séries qui la font peu à peu connaître du grand public, puis par deux courtes apparitions assez remarquées dans American Graffiti, la suite (1979) et S.O.B. (1981) de Blake Edwards.
John Sayles lui offre son premier grand rôle dans la comédie dramatique Baby, It's You (en) (1983), mais c'est le face-à-face avec Madonna dans la comédie Recherche Susan désespérément (1985) qui l'impose définitivement.
Le réalisateur Martin Scorsese la qualifie de meilleure comédienne de sa génération après lui avoir confié le rôle principal de After Hours en 1985. Il retrouve d'ailleurs l'actrice quatre ans plus tard, en la confrontant à Nick Nolte dans Apprentissages (1989). Son nom sur toutes les lèvres, et désormais icône aux États-Unis, Rosanna Arquette suit cependant son instinct et s'exile huit mois en Europe pour tourner Le Grand Bleu (1988). Luc Besson choisit l'actrice qui l'avait fait craquer dans Recherche Susan désespérément et fait d'elle une star internationale.
Elle fait une apparition en 1989 dans le clip de Michael Jackson Liberian Girl.
Paradoxalement, la suite de sa carrière prend un virage inattendu : devenue très exigeante sur le choix de ses rôles, la comédienne privilégie le circuit indépendant et rejette désormais le système hollywoodien. Enchaînant petites productions et téléfilms, elle offre toutefois une composition mémorable de junkie dans Pulp Fiction (1994), ainsi qu'une très sensuelle accidentée de la route dans le film Crash (1996) de David Cronenberg.
Elle passe à la réalisation de son premier long métrage, le documentaire Searching for Debra Winger (À la recherche de Debra Winger, 2002), sur les actrices et leur vie au sein du système hollywoodien.

## Vie privée
Rosanna Arquette est la fille de l'acteur comique Lewis Arquette et de la poétesse Mardi Arquette, et la petite-fille de Cliff Arquette. Elle est également la sœur de Patricia Arquette, David Arquette, Alexis Arquette et Richmond Arquette, et l'ex-belle-sœur de Courteney Cox qui a été mariée à son frère David, ainsi que de Nicolas Cage et de Thomas Jane qui furent tous deux mariés à sa sœur Patricia.
Rosanna Arquette a été la compagne de Steve Porcaro, membre du groupe de rock Toto. Elle a été aussi la compagne du chanteur Peter Gabriel, qui, dit-on, a écrit sa chanson In Your Eyes pour elle. On l'a vue aussi dans les bras de l'ex-Beatle, Sir Paul McCartney, après son divorce de Heather Mills.
Rosanna Arquette a été mariée quatre fois : à dix-neuf ans avec Anthony Greco, James Newton Howard (en 1986), ensuite John Sidel, le père de sa fille Zoe Blue et Todd Morgan,.
Le 11 septembre 2016, sa sœur, l'actrice trans Alexis Arquette, décède à l'âge de quarante-sept ans des suites du SIDA.
Engagée dans le mouvement #MeToo, elle raconte que, dans les années 1990, Harvey Weinstein l'a fait monter dans sa chambre d'hôtel et lui aurait demandé de lui faire un massage : elle refuse et s'enfuit. Sa carrière s'essouffle par la suite, ce qu'elle met sur le compte de l'influence du producteur à Hollywood, qui l'aurait entravée car elle n'aurait pas cédé à ses avances.
Soutien du Parti démocrate, elle est critique à l'égard du président Donald Trump et du Parti républicain en général. Elle n'a que des amis démocrates, déclarant : « Je me vois mal avec des républicains qui, pour la plupart, sont racistes, se fichent de l’égalité hommes-femmes comme de la planète, et qui, en plus, sont au moins pour certains favorables au port d'arme. »
Lors de la pandémie de Covid-19, dans un tweet daté du 17 mars 2020, elle suggère qu'Israël avait connaissance du virus et travaillait à l'élaboration d'un vaccin depuis déjà un an.

## Filmographie

### Cinéma

#### Années 1970
- 1979 : American Graffiti, la suite (More American Graffiti) de Bill L. Norton : la fille dans la communauté

#### Années 1980
- 1980 : Gorp de Joseph Ruben : Judy
- 1981 : S.O.B. de Blake Edwards : Babs
- 1983 : Baby, It's You de John Sayles : Jill Rosen
- 1985 : Vol d'enfer (The Aviator) de George Trumbull Miller : Tillie Hansen
- 1985 : Recherche Susan désespérément (Desperately Seeking Susan) de Susan Seidelman : Roberta Glass
- 1985 : Silverado de Lawrence Kasdan : Hannah
- 1985 : After Hours de Martin Scorsese : Marcy
- 1986 : Nobody's Fool d'Evelyne Piercel : Cassie
- 1986 : 8 Millions de façons de mourir (8 Million Ways to Die) de Hal Ashby : Sarah
- 1988 : Cheeseburger film sandwich (Amazon Women on the Moon), segment Two I.D.'s de John Landis : Karen
- 1988 : Le Grand Bleu de Luc Besson : Johana Baker
- 1989 : New York Stories, segment Apprentissages de Martin Scorsese : Paulette

#### Années 1990
- 1990 : Le Vol de l'intruder (Flight of the Intruder) de John Milius : Callie Joy
- 1990 : ...Almost de Michael Pattinson : Wendy
- 1990 : Black Rainbow de Mike Hodges : Martha Travis
- 1990 : Une femme parfaite (Sweet Revenge) de Charlotte Brandström : Kate Williams
- 1991 : The Linguini Incident de Richard Shepard : Lucy
- 1992 : Fathers & Sons de Paul Mones : Miss Athena
- 1993 : Cavale sans issue (Nowhere to Run) de Robert Harmon : Clydie Anderson
- 1994 : La Cité de la peur d'Alain Berbérian : elle-même
- 1994 : Pulp Fiction de Quentin Tarantino : Jody
- 1995 : Search and Destroy : En plein cauchemar de David Salle : Lauren Mirkheim
- 1996 : Vive le cinéma ! de Didier Rouget : elle-même
- 1996 : White Lies de Ken Selden : l'artiste droguée
- 1996 : Crash de David Cronenberg : Gabrielle
- 1997 : Do Me a Favor (Trading Favors) de Sondra Locke : Alex Langley
- 1997 : Pêche Party (Gone Fishin') de Christopher Cain : Rita
- 1998 : Floating Away de John Badham : Maurey
- 1998 : Homeslice d'Elizabeth Bentley
- 1998 : Fait accompli (Voodoo Dawn) d'Andrzej Sekula : Jezzebelle
- 1998 : I'm Losing You de Bruce Wagner : Rachel Krohn
- 1998 : Urban Jungle (Hell's Kitchen) de Tony Cinciripini : Liz McNeary
- 1998 : Le Suspect idéal (Deceiver) de Jonas Pate : Mrs. Kennesaw
- 1998 : Ainsi va la vie (Hope Floats) de Forest Whitaker : Connie Phillips
- 1998 : Buffalo '66 de Vincent Gallo : Wendy Balsam
- 1999 : Interview with a Dead Man de Stuart St. Paul
- 1999 : Sugar Town d'Allison Anders et Kurt Voss : Eva
- 1999 : Pigeon Holed de Michael Swanhaus : La mère de Devon
- 1999 : Palmer's Pick Up de Christopher Coppola : Dawn

#### Années 2000
- 2000 : Mon voisin le tueur (The Whole Nine Yards) de Jonathan Lynn : Sophie Oseransky
- 2001 : Le Courtier du cœur (Good Advice) de Steve Rash : Cathy Sherman
- 2001 : Le Journal d'un obsédé sexuel (Diary of a Sex Addict) de Joseph Brutsman (it) : Grace Horn
- 2001 : Things Behind the Sun d'Allison Anders : Pete
- 2001 : Big Bad Love d'Arliss Howard : Velma
- 2001 : Too Much Flesh de Jean-Marc Barr : Amy
- 2001 : Joe La Crasse (Joe Dirt) de Dennie Gordon : Charlene
- 2004 : Dead Cool de David Cohen : Deirdre
- 2005 : My Suicidal Sweetheart de Michael Parness : Vera
- 2005 : Kids in America de Josh Stolberg : Abby Pratt
- 2006 : I-See-You.com d'Eric Steven Stahl : Lydia Ann Layton
- 2008 : Ball Don't Lie de Brin Hill : Francine
- 2009 : American Pie Présente : Les Sex Commandements (American Pie Presents : The Book of Love) de John Putch : Madeline Shearson, mère de Rob
- 2009 : Repo Chick d'Alex Cox : Lola
- 2009 : Exodus Fall (en) d'Ankush Kohli et Chad Waterhouse : Marilyn Minor

#### Années 2010
- 2010 : État de choc (Inhale) de Baltasar Kormákur : Dr. Rubin
- 2010 : Convincing Clooney d'Alexander Cartio : JC
- 2011 : The Divide de Xavier Gens : Marilyn
- 2011 : Peace, Love and Misunderstanding de Bruce Beresford : Darcy
- 2012 : Hardflip de Johnny Remo : Bethany Jones
- 2014 : Le Pari (Draft Day) d'Ivan Reitman : Angie
- 2014 : Asthma de Jake Hoffman : la mère de Gus
- 2015 : Kill Your Friends d'Owen Harris : Barbara
- 2016 : Lovesong de So Yong Kim : Eleanor
- 2016 : Frank & Lola de Matthew Ross : Patricia
- 2016 : Falsely Accused de Maria Pulera : Beth
- 2017 : Billionaire Boys Club de James Cox : la mère de Sydney
- 2017 : Maya Dardel de Zachary Cotler et Magdalena Zyzak : Leonora
- 2017 : Born Guilty de Max Heller : Judith
- 2017 : SPF-18 d'Alex Israel : Faye Cooper
- 2018 : Holy Lands d'Amanda Sthers : Monica
- 2018 : For the Love of George de Maria Burton : Dr. Faye Carter
- 2018 : The Etruscan Smile d'Oded Binnun et Mihal Brezis : Claudia
- 2018 : Sex Ghost Stories (Octavio Is Dead !) de Sook Yin-lee : Joan

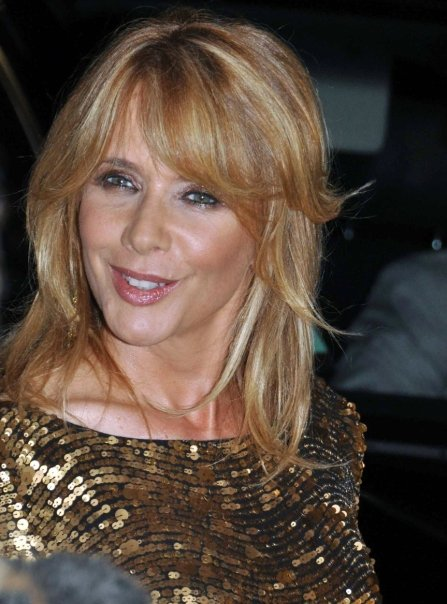
Rosanna Arquette au festival de Cannes 2009.

#### Années 2020
- 2020 : Histoires d'amour (Love is Love is Love) d'Eleanor Coppola : Anne
- 2020 : Puppy Love de Michael Maxxis : Deb
- 2022 : Signs of Love de Clarence Fuller : Rosie
- 2022 : Futra Days de Ryan David : Dr. Felicia Walter

### Télévision
- 1982 : Le Chant du bourreau (The Executioner's Song) de Lawrence Schiller : Nicole Baker
- 1989 : Liberian Girl (Clip de Michael Jackson) : elle-même
- 1991 : Son of the morning star (Libby Custer)
- 1992 : In the Deep Woods
- 1993 : Fausse Piste (TV) : Missy Mills
- 1994 : Témoins traqués (TV) : Sarah Blake
- 1996 : Homicide (série télé), Saison 5, épisode 7 : Caroline Widmer
- 1997 : Gun (série télé) de James Steven : Sadwith Lily
- 1998 : Le Crime défendu de Chuck Bowman : Stacey Keane
- 1999 : Jalousie fatale de Dennis Berry : Dana Lazlo
- 1999 : Destins confondus (Switched at Birth) de Douglas Barr : Linda Wells
- 2002 : Dragnet (Série télé), Saison 1, épisode 7 : Katrina Fluery
- 2002 : Will et Grace (série télé), Saison 5, épisodes 13, 14 et 17 : Julie
- 2003 : The Practice : Bobby Donnell et Associés (Série télé), Saison 7, épisode 13 : Brenda Miller
- 2003 : Le Diamant de la peur (TV) : Alex McGuire
- 2004 : Summerland (Série télé), Saison 1, épisode 9 : Ronnie
- 2004-2007 : The L Word (Série télé), saison 1 ép. 9-10-13, saison 3 ép. 5, saison 4 ép. 1 : Cherie Jaffe
- 2005 : New York, section criminelle (saison 4, épisode 14) : Kay Connolly
- 2005 : Grey's Anatomy (Série télé), Saison 2, épisode 11 : Constance Ferguson
- 2005 : Malcolm (Série télé), Saison 7, épisode 1 : Anita la chamane
- 2006 : What About Brian (Série télé) : Nicole Nic
- 2007 : Voyeurs.com (I-See-You-Com) d'Eric Steven Stahl : Lydia Ann Layton
- 2008 : Médium (Série télé), Saison 4, épisode 11 : Lady Killer : Michelle Todd / Charisma Kennedy
- 2009 : Mystère au Grand Nord (Northern Lights) de Mike Robe (TV) : Charlene Galligan
- 2012 : Royal Pains (Série télé), Saison 4, épisode 14 : Lou, la mère de Paige
- 2013 : Girls, Saison 2, épisode 7 Video Games : Petula
- 2013-2014 : Ray Donovan : saisons 1 et 2 : Linda, écrivaine
- 2014 : New York, unité spéciale (saison 15, épisode 14) : Alexa Pearson
- 2015 : CSI: Cyber : Trish McCarthy
- 2020 : Ratched : Anna
- 2021 : The L Word : Generation Q : Cherie Jaffe
- 2022-2023 : Big Sky : Virginia Cessna
- 2023 : Paul T. Goldman : Geneviève
- 2023 : Florida Man : Rose
- 2024 : Présumé innocent : Kate

### Réalisatrice
- 2002 : À la recherche de Debra Winger (Searching for Debra Winger)

### Documentaire
- 2019 : L'Intouchable (2019) où elle témoigne sur l'affaire Harvey Weinstein

## Voix francophones
En France, Rosanna Arquette est régulièrement doublée par Brigitte Berges. Marie-Laure Dougnac et Catherine Hamilty l'ont également doublée respectivement à sept reprises chacune.
Au Québec, elle a été le plus souvent doublée par Anne Bédard.